# 200-209
De jaren 200-209 (van de christelijke jaartelling) zijn een decennium in de 3e eeuw.

## Belangrijke gebeurtenissen

### Romeinse Rijk

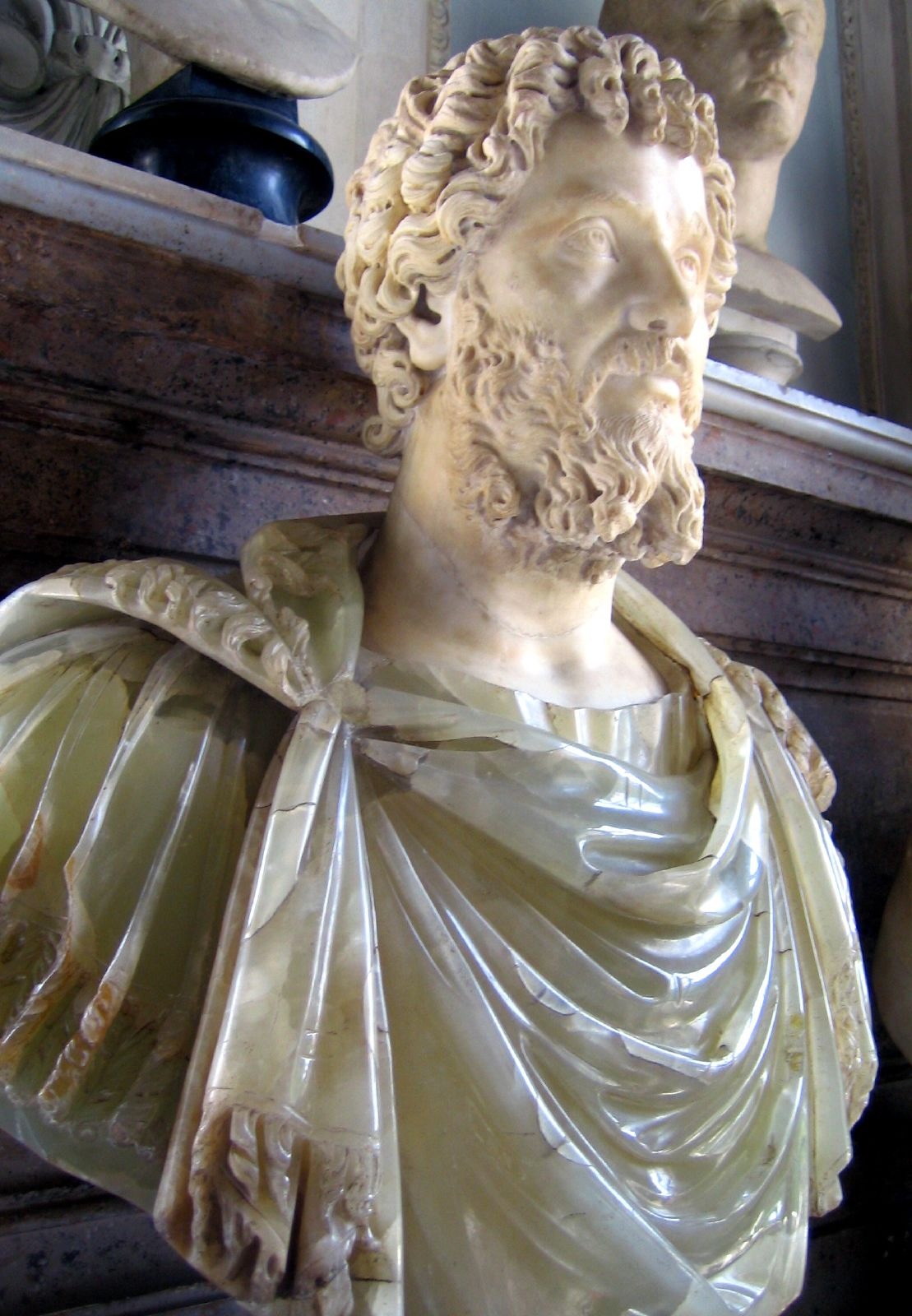
Septimius Severus

- 202 : Keizer Septimius Severus verslaat de Garamanten in de provincie Africa en verstevigt de Limes Tripolitanus.
- 208 : Keizer Septimius Severus onderneemt een poging om Caledonia (Schotland) te veroveren.

### China

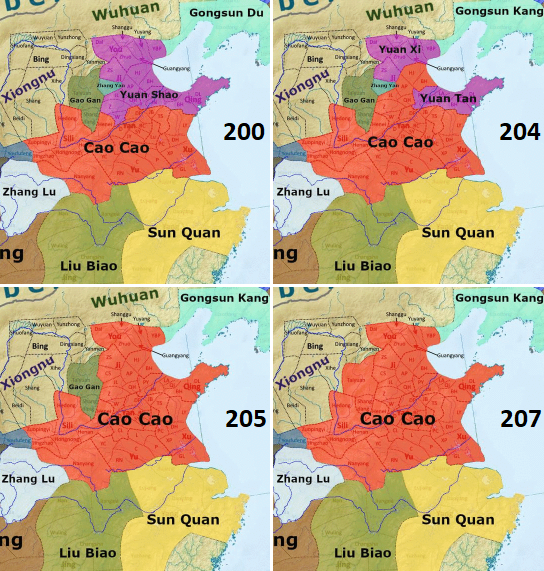
Strijd om de macht in China

- 200-201 : Slag bij Guandu. Cao Cao verslaat Yuan Shao
- 202 : Yuan Shao sterft, Yuan Shang volgt zijn vader op.
- 207 : Slag om de Wittewolvenberg (白狼山之戰). Cao Cao verslaat Yuan Shang en wordt heerser van Noord-China.
- 208 : Slag bij de Rode Muur (Chi Bi). Cao Cao begint een jacht op Liu Bei, die met zijn leger en volgelingen in het Zuiden bevindt. Cao Cao achtervolgt hem en verzamelt een enorme vloot. Cao Cao wordt verslagen, Liu Bei verovert hierna westelijk China en sticht er in de provincies Jing en Yi zijn eigen koninkrijk Shu, zodat China nu verdeeld is in drie rijken.
- 209 : Liu Bei huwt met Sun Ren, de zuster van de derde krijgsheer Sun Quan.

## Kunst en cultuur

### Architectuur

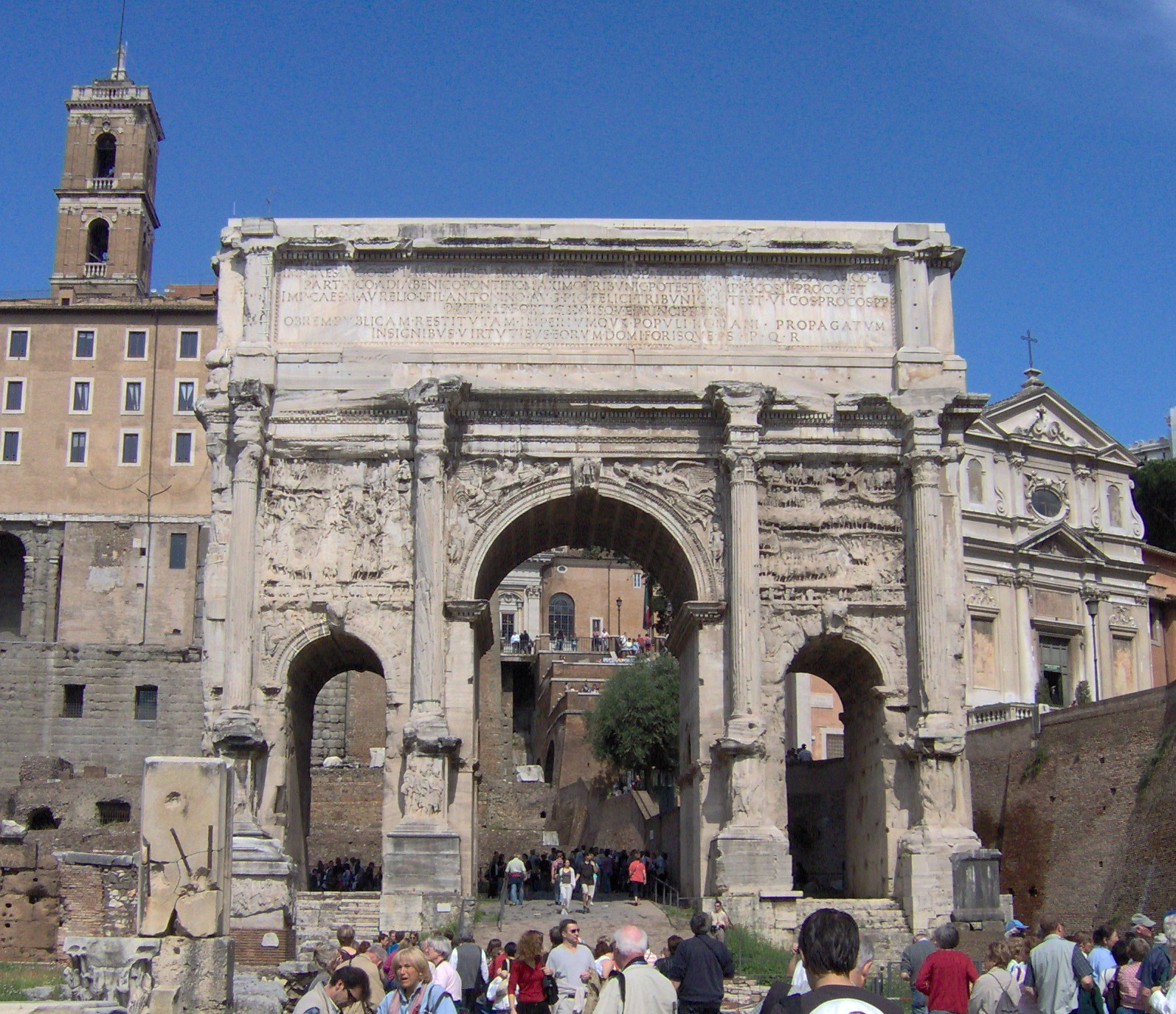
Boog van Septimius Severus

- Boog van Septimius Severus

## Belangrijke personen
- Septimius Severus, Romeins keizer
- Aemilius Papinianus, rechtsgeleerde

<< · 200 · 201 · 202 · 203 · 204 · 205 · 206 · 207 · 208 · 209 · >>
<< · 200-209 · 210-219 · 220-229 · 230-239 · 240-249 · 250-259 · 260-269 · 270-279 · 280-289 · 290-299 · >>